# Club Náutico de San Juan
El Club Náutico de San Juan es un club náutico ubicado en Puerta de Tierra, San Juan, Puerto Rico.

## Historia
Fue fundado en 1930 en la Biblioteca Carnegie de San Juan por un grupo de entusiastas del remo, los yates y la pesca recreativa. Tras la recaudación de fondos mediante la acumulación de las cuotas de los socios por espacio de tres años, la celebración de bailes de beneficio y la colocación de una emisión de bonos, el 18 de junio de 1933 se colocó el primer pilote del edificio que es sede del club y que se inauguró en 1934.
Las primeras flotas en formarse en el club fueron las de Sailfish y Jet 14. En 1970 se creó la escuela de vela del Club Náutico de San Juan.

## Competiciones
Desde 1954 organiza el torneo de pesca más antiguo del mundo celebrado ininterrumpidamente, el International Billfish Tournament del Club Náutico de San Juan. En 1992 fue una de las sedes de la Gran Regata Colón 92.

## Deportistas
El deportista más destacado del programa de vela del CNSJ es Raúl Ríos, doble campeón del mundo, en las clases Optimist y Snipe.